# Gordon Smith (zapaśnik)
Gordon Smith (ur. 21 czerwca 1954) – australijski zapaśnik walczący w stylu wolnym. Olimpijczyk z Montrealu 1976, gdzie zajął osiemnaste miejsce w wadze koguciej.

## Letnie Igrzyska Olimpijskie 1976
| Konkurencja      | Rundy eliminacyjne   | Rundy eliminacyjne  | Klas. końcowa |
| Konkurencja      | Przeciwnik I         | Przeciwnik II       | Miejsce       |
| ---------------- | -------------------- | ------------------- | ------------- |
| 57 kg styl wolny | Gigel Anghel (ROU) P | Micho Dukow (BGR) P | 18.           |